# Obornicka Góra
Obornicka Góra, Kowalska Góra – wzgórze (wzniesienie) w paśmie Wzgórz Trzebnickich, o wysokości bezwzględnej 246,3 m n.p.m. (247,0 m n.p.m.), położone w Gminie Oborniki Śląskie, powiecie Trzebnickim, województwie Dolnośląskim, w północno-wschodniej części obszaru miasta Oborniki Śląskie. Wzgórze położone jest w ramach grzbietu o nazwie Karoszki, w Kowalskich Górach (Pasmo Kowalskiej Góry). W XIX wieku zostało ono sztucznie podwyższone o kilka metrów. Jest najwyższym wzniesieniem zarówno samego miasta Oborniki Śląskie, jak i całej gminy miejsko-wiejskiej.

## Położenie i charakterystyka
Obornicka Góra jest wzgórzem (wzniesieniem) położonym w paśmie Wzgórz Trzebnickich, o wysokości bezwzględnej 246,3 m n.p.m. (a według niektórych publikacji o wysokości bezwzględnej 247,0 m n.p.m., lub 246,0 m n.p.m.). Należy ono do grzbietu o nazwie Karoszki, przebiegającego w Kowalskich Górach (Pasmo Kowalskiej Góry). Pod względem podziału administracyjnego jest ono położone w Gminie Oborniki Śląskie, powiecie Trzebnickim, województwie Dolnośląskim, w północno-wschodniej części obszaru miasta Oborniki Śląskie.
Po stronie zachodniej masywu znajduje się przełęcz Szarotka, położna na wysokości bezwzględnej wynoszącej 227,0 m n.p.m., oddzielająca masyw góry i cały grzbiet Karoszki od masywu Żniwnej Kopy, której wierzchołek leży na wysokości 241,0 m n.p.m.

## Historia
Ze wzgórzem tym związana jest historia sztucznego podniesienia jego wysokości. W naturalnym jego stanie było ono bowiem niższe, lecz właściciel Obornik Śląskich, Karol Wolfgang Schaubert, w XIX wieku postanowił zwiększyć jego wysokość tak, aby stało się najwyższym w paśmie Kocich Gór (Wzgórz Trzebnickich). Wykonano więc sztucznie nadsypane wierzchołka o kilka metrów. Jednak na skutek błędów pomiarach, nowy szczyt i tak pozostał niższy o 10 m od najwyższego szczytu wymienionego pasma – Ciemnej Góry. Jak wynika z prostych obliczeń, współcześnie jest to ponad 10 m różnicy na wysokościach bezwzględnych tych dwóch wzniesień, czyli około 12,0 m – 11,3 m, wobec następujących wartości wyjściowych: Ciemna Góra to 258,3 m n.p.m., a Obornicka Góra ma 246,3 m n.p.m./247,0 m n.p.m. Na niektórych niemieckich mapach historycznych wysokość tego wierzchołka podawana jest na 246,4 m n.p.m.

## Walory i zagospodarowanie
To wzniesienie jest najwyższym punktem terenowym położonym na obszarze administracyjnym zarówno miasta jak i całej gminy wiejsko-miejskiej Oborniki Śląskiej. Przez wzniesienie przebiega szlak turystyczny – Południowy szlak Gór Kocich (żółty). Pod względem widokowym wzgórze jest doceniane między innymi dlatego, że jako punkt widokowy, jako jedno z niewielu w paśmie całych Wzgórz Trzebnickich, daje sposobność podziwiania panoramy zarówno w kierunku południowym na dolinę Odry i dalej Sudety, jak i w kierunku północnym na dolinę Baryczy. Ponadto na południowym stoku, nieco poniżej wierzchołka, wskazywany jest na skraju lasu drugi punkt widokowy w kierunku południowym.
Zagospodarowanie całego masywu to mieszanka lasów, przy czym dominują lasy mieszane, i użytków rolnych. W rejonie samego wierzchołka znajduje się niewielki obszar zadrzewiony i użytki rolne, oraz przebiega droga, którą wytyczony jest wspominany wyżej szlak turystyczny. Przez masyw przebiegają napowietrzne linie elektroenergetyczne, oraz linia gazowa wysokiego ciśnienia z wyznaczoną strefą ochronną. W obrębie wierzchołka utworzono strefę ścisłej ochrony archeologicznej (strefa „W”) ze stanowiskiem archeologicznym do 0,5 ha. Jest to stanowisko sepulkralne o funkcji ogólnej określonej jako grób, natomiast o funkcji szczegółowej – kurhan z epoki brązu, kultura przedłużycka - II okres epoki brązu (nazwa: Oborniki Śląskie stanowisko 28; obszar AZP: 076-027, numer stanowiska w obszarze: 12, data wpisu: 1990 r.).

## Nazwy
Nazwa własna wzniesienia – Obornicka Góra – jest nazwą urzędową, gdyż została ustalona i ujęta w państwowym rejestrze nazw geograficznych na podstawie zarządzenia Prezesa Rady Ministrów z dnia 30 marca 1954 r., nr 70, ogłoszonego w Monitorze Polskim z 1954 r. nr 38, poz. 516. Odnosi się do ukształtowania terenu określonego jako wzgórze, wzniesienie. W rejestrze tym przypisano jej identyfikator: PRNG – 206514, identyfikator IIP – PL.PZGiK.320.NGRP.206514. Podaje on następujące współrzędne geograficzne punktu głównego wzniesienia: szerokość geograficzna – 51°18'05" N, długość geograficzna – 16°56'26" E. W wielu jednak publikacjach, opracowaniach, na mapach czy portalach w odniesieniu do tego wzniesienia stosowana jest nazwa zwyczajowa, lokalna – Kowalska Góra. Na niektórych niemieckich mapach historycznych można odnaleźć historyczną, niemiecką nazwę tego wzgórza, gdzie podawana jest jako Gneisenau-Berge.